# گریسن (لوئیزیانا)
گریسن (به انگلیسی: Grayson) شهری در ایالت لوئیزیانا کشور ایالات متحده آمریکا است که جمعیت آن در سرشماری سال ۲۰۱۰ میلادی، ۵۳۲ نفر بوده‌است.